# (2024) McLaughlin
(2024) McLaughlin est un astéroïde de la ceinture principale découvert le 23 octobre 1952 à l'Observatoire Goethe Link, près de Brooklyn.
Il a été baptisé en hommage à Dean Benjamin McLaughlin, astronome américain.